# Alto Longá
Alto Longá es un municipio brasileño del estado del Piauí. Se localiza a una latitud 05º15'04" sur y a una longitud 42º12'37" oeste, con una altitud de 170 metros. Su población por el censo de 2007 era de 13.612 habitantes, con un área de 1.621  km².

## Historia
La historia de Alto Longá data desde el 31 de diciembre de 1740 con la edificación de la Capilla de Nuestra Señora de los Humildes, que está registrada en los datos de su monografía editada por el IBGY.
Hecho interesante fue la declaración dada por el ex-prefecto César Sindô,  Si la Capilla fue erguida en esta fecha, entonces sucedió mucho antes de que nuestros ancestrales vaqueros llegaran aquí a trabajar en las haciendas. Pero entendemos que la memória de nuestros antepasados es sagrada, pues sin ellos no estaríamos aquí estudiando la historia.
En el inicio del siglo XIX, el Capitán Benedito Jose de Sousa Brito se radicó en la zona para formar una hacienda de ganado, a poca distancia del río Gameleira, junto a un ojo de agua que durante mucho tiempo abasteció la población del lugar. En 1870 fue creado el Curato de los Humildes, posteriormente, transformado en la Parroquia Nuestra Señora de los Humildes.
En 1877, existían en el poblado de Humildes solo tres casas de teja y una pequeña capilla. En enero de 1890 la villa tuvo su nuevo nombre de Alto Longá, debido a su proximidad al naciente del río Longá.
Según los registros históricos de los municipios piauiense investigacióndos por el IBGY, Alto Longá fue absorbido en junio de 1931, cuando su territorio pasó a integrar el municipio de Altos hasta agosto de 1934, cuando fue restaurada su autonomía administrativa.

## Educación
El 58,2% de la población arriba de 10 años de edade son alfabetizados. 

## Límites
- Al norte: Campo mayor y Coivaras;
- Al sur: Prata del Piauí, San Miguel del Tapuio y Beneditinos;
- Al este: San Juan de la Sierra y Nuevo Santo Antônio;
- Al oeste: Beneditinos y Coivaras.